# بی (مینه‌سوتا)
بی (به انگلیسی: Bee) یک منطقهٔ مسکونی در ایالات متحده آمریکا است که در شهر ویلمینگتون واقع شده‌است. بی ۲۷۶٫۱۵ متر بالاتر از سطح دریا واقع شده‌است.